# Lijst van beschermd erfgoed in Marchin
Onderstaande tabel geeft een overzicht van de beschermde erfgoederen in de gemeente Marchin. Het beschermd erfgoed maakt deel uit van het cultureel erfgoed in België.
| Object                                                                         | Bouwjaar/architect | Deelgemeente | Adres                      | Coördinaten                   | Nummer?                | Afbeelding                           |
| ------------------------------------------------------------------------------ | ------------------ | ------------ | -------------------------- | ----------------------------- | ---------------------- | ------------------------------------ |
| Onze-Lieve-vrouwekerk ('Notre-Dame')                                           |                    |              |                            | 50° 27' 47" NB, 5° 14' 27" OL | 61039-CLT-0001-01 Info | Onze-Lieve-vrouwekerk ('Notre-Dame') |
| Linde, genaamd tilleul de Belgrade                                             |                    |              |                            | 50° 29' 21" NB, 5° 13' 40" OL | 61039-CLT-0004-01 Info |                                      |
| Kasteel Belle-Maison: interieur en exterieur: park, kerk, pastorie en omgeving |                    |              | place de Belle Maison n° 6 | 50° 28' 57" NB, 5° 13' 25" OL | 61039-CLT-0005-01 Info |                                      |
| Open plek van domein van Bagatelle                                             |                    |              |                            | 50° 25' 53" NB, 5° 14' 43" OL | 61039-CLT-0006-01 Info |                                      |